# 東京競馬場
東京競馬場（とうきょうけいばじょう、英: Tokyo Racecourse）は、東京都府中市にある中央競馬の競馬場。所在地から府中競馬場（ふちゅうけいばじょう）とも通称される。競馬ファンの間では単に府中でも通用する。施行者ならびに管理者は日本中央競馬会である。
敷地内施設として、JRA競馬博物館・乗馬センターの他、馬車（ホースリンク）・水遊び広場やミニ新幹線など遊園地のような遊具やイベントが行われている。

## 歴史

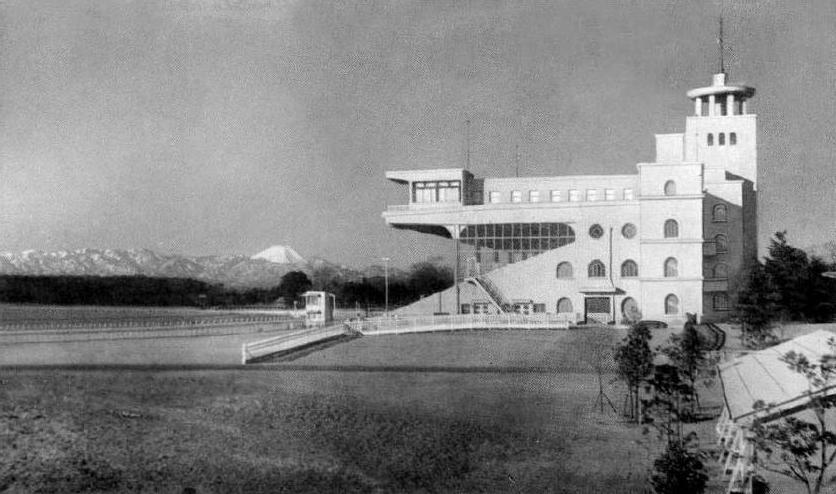
東京競馬倶楽部時代の東京競馬場

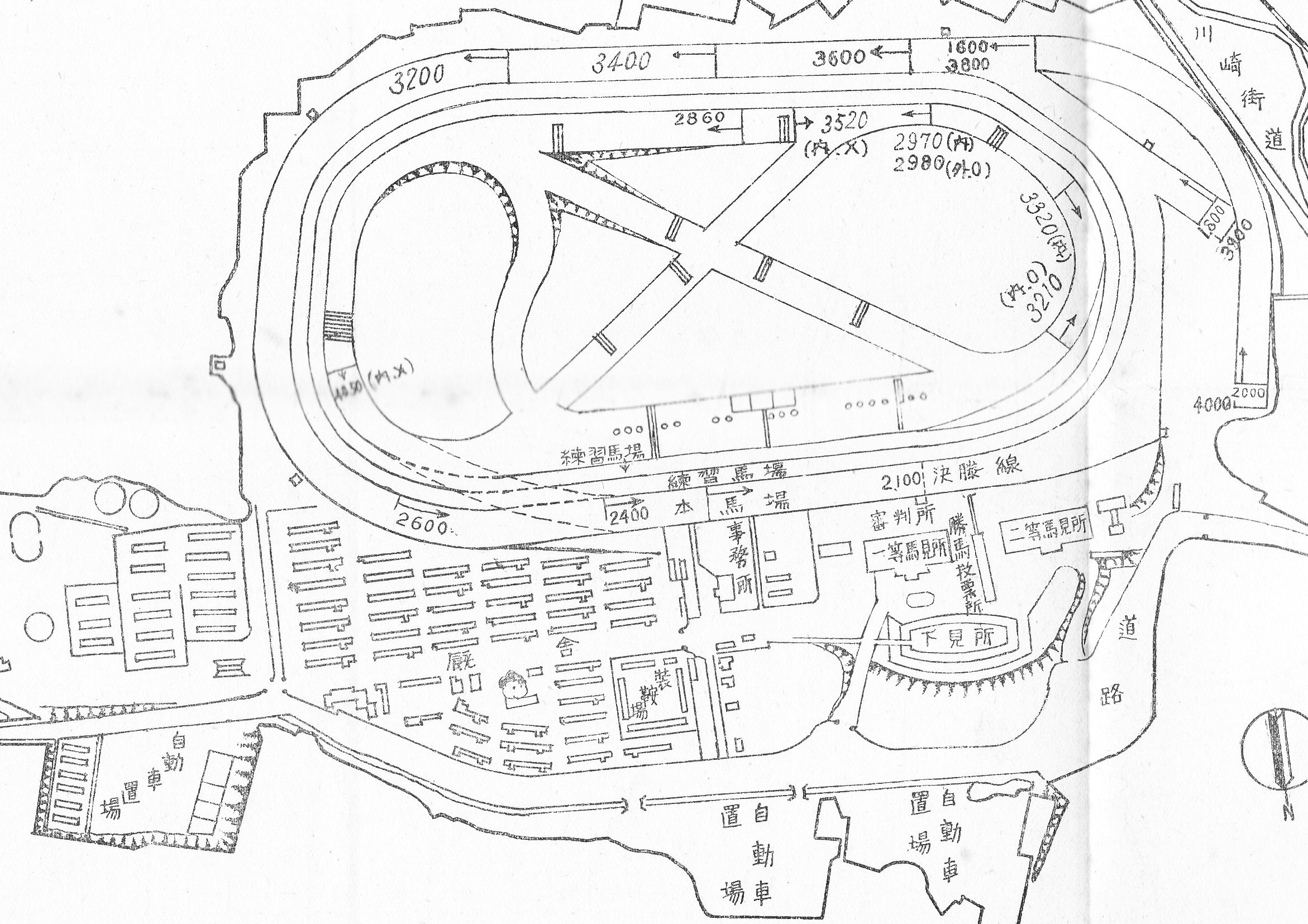
1940年の東京競馬場

東京競馬場の前身は目黒競馬場である。1907年（明治40年）に約65,000坪 (≒21.5ヘクタール (ha))の敷地面積の目黒競馬場が開設されたが、その後目黒競馬場周辺の都市化が進み、借地が大部分だった目黒競馬場は借地料の増加に加え、馬券発売による競馬人気で手狭になったにもかかわらず、施設拡張の余地がなかったため、移転を余儀なくされた。
小金井や羽田、世田谷なども移転先候補地となったが、府中町（当時）が競馬場誘致活動に力を入れ、地形もよかったので府中に決定し、1933年（昭和8年）11月8日、東京競馬場は開場した。10日後の11月18日に東京競馬場での初めての開催を行い、目黒競馬場は完全閉場となった（目黒記念は目黒競馬場にちなんでいる）。
移転した競馬場の総面積は、駐車場や道路・厩舎地区を含めて約24万坪と目黒競馬場時代の3倍以上になった。本馬場は一周2100m、幅は30mで芝を植え、本馬場内側には練習馬場(調教用コース)を設け練習馬場には川砂を敷いた。
元々の用地は現在より平坦であった。現在の競馬場の第3コーナー手前とホームストレッチにある勾配は人為的に作ったものである。これは、競走馬にスピードよりも強靭さを求めた大日本帝国陸軍の意向を取り入れたもので、多摩川向かいの川崎の山土を運び、走路に盛って高低差を設けた。走路には山土を盛って芝を植えた。この山土を取るために、南武線沿いにある山も買った。
目黒にあった各厩舎も、競馬場移転に伴い府中に移転した。1936年（昭和11年）東京競馬場所属の厩舎は30厩舎。その多くは東京競馬場内の厩舎地区に入ったが、尾形藤吉厩舎、北郷五郎厩舎は競馬場外の府中町清水が丘に自前の土地建物を用意した。
開場時の東京競馬場の競走は、春・秋の2回開催で各季8日間の開催であった。手狭だった目黒競馬場が、1場所8日間の開催で最高で観客8万人あまりだったが、移転して広大になった東京競馬場第1回開催では8日間で10万人を超えた。記念すべき東京競馬場の初開催は1933年（昭和8年）11月18〜20・25〜26日、12月1〜3日である。
東京優駿（日本ダービー）は1934年（昭和9年）の第3回から東京競馬場で行われ、開設時の重賞競走としては帝室御賞典（現在の天皇賞）や農林省賞典、目黒記念などが行われていた。
1937年（昭和12年）、全国的な競馬施行団体である日本競馬会が設立された。これに伴って東京競馬場のみの競馬運営体の東京競馬倶楽部は解散して日本競馬会に合流し、東京競馬場は日本競馬会東京競馬場となる。
1940年（昭和15年）の開催が決まっていた東京オリンピックでは、馬事公苑や中山競馬場とともに馬術競技で使用されることとなっていたが、日中戦争の影響で東京オリンピックの開催そのものが中止となった。
1943年（昭和18年）12月、大日本帝国政府は競馬を中止し、1944年（昭和19年）以降は東京・京都でのみ能力検定試験を行うことにした。したがって、この年の日本ダービーや横浜農林省賞典四歳呼馬（現在の皐月賞）は馬券は売らず観客は入らないなかで、関係者のみが見つめる前で行われている。中山競馬場で行われていた重賞レース（中山記念や中山四歳牝馬特別など）も東京で行われた。
1944年（昭和19年）5月、横浜競馬場の閉鎖にともない、横浜農林省賞典四歳呼馬（現在の皐月賞）が東京競馬場で行われる。横浜農林省賞典四歳呼馬は1947・48（昭和22・23）年も東京で行われ、1949年（昭和24年）から中山に移って皐月賞になる。
1945年（昭和20年）、東京競馬場は陸軍燃料廠に貸与され、東京競馬場は閉鎖された。東京競馬場所属馬は一部は京都競馬場や阪神競馬場に送られ、その他は地方で種牡馬になったり運搬車曳馬などに転用された。調教師や馬丁（厩務員）などの人員は一部は、京都競馬場や宇都宮競馬場に移転を命じられたり、一部は転業が命じられて曳馬機動隊（運搬車曳馬の隊）や馬匹修練場などに配置替えされた。東京競馬場施設は日本軍に貸与されたが、戦時中の食糧難の為に競馬場は全面が畑になり、馬場はサツマイモ畑になっていた。
1946年（昭和21年）、日本軍から返還され、同年10月17日から競馬は再開された。
1947年（昭和22年）、それまで阪神で行われていた優駿牝馬競走（オークス） が東京で開催された。
1948年（昭和23年）、日本競馬会は前年に制定された私的独占の禁止及び公正取引の確保に関する法律（独占禁止法）によって解散。日本競馬会傘下の9か所の競馬場は国営競馬として再開する。東京競馬場は農林省管轄下になり、国営競馬東京競馬場となる。
1954年（昭和29年）、新競馬法によって日本中央競馬会発足、東京競馬場は日本中央競馬会東京競馬場となる。
1957年（昭和32年）11月19日、1号館新館「万歳館」竣工。
1961年（昭和36年）2月26日、ダートコースの使用が開始。
1968年（昭和43年）6月4日、スタンド改築工事竣工。府中競馬正門前駅からの屋根付歩道橋を設置。
1974年（昭和49年）、東京競馬場の厩舎数や在籍馬数は徐々に増え、この年には馬房を貸し付けられている東京競馬場所属の調教師の人数は38人。馬房数は定期貸し付け馬房と出張馬房の合計で1,098馬房、預託契約頭数はサラ系が1,005頭、アラブ系が31頭の合計1,036頭。東京競馬場の総馬房数1,098に対し40馬房貸し付けられている調教師が3人いるのに対し、10馬房しか貸付されていない調教師もいるなど厩舎ごとの規模の差は現在より大きかった。この年までに栗東トレーニングセンターはすでに開業していたが、美浦トレーニングセンターは造成中である。
1978年（昭和53年）3月から4月にかけて、東京競馬場内にあった厩舎は新設された美浦トレーニングセンターに移動した。調教師や厩務員なども移転した。それまで東京競馬場には1111の馬房があったが、東京競馬場所属馬はすべて美浦に移動。1982年には東京競馬場の馬房の数は397に減り、それらは出張馬房や国際馬房として使われた。
1981年（昭和56年）、ジャパンカップ創設。2002年を例外として東京競馬場で開催される。
昭和の終りから平成の初めにかけて、武豊やオグリキャップなどの人気による空前の競馬ブームが起こり、1990年（平成2年）5月27日の第57回東京優駿（日本ダービー）当日には史上最高の入場者19万6517人を集めた。
2000年（平成12年）に東京競馬場スタンド改築等施設整備計画を発表し、3期に分けての改築を行うことになった。2002年（平成14年）6月の第4回東京競馬終了後、馬場改修工事と2期スタンド工事に本格的に着手、その年の秋競馬は中山競馬場や新潟競馬場で代替開催された。1期スタンドはその年の10月に完成し、翌11月からパークウインズとして利用開始。その後馬場改修工事も終わり、2003年（平成15年）4月26日にリニューアルオープンした。以前のコースとの主な変更点は次のとおりである。
1. ゴール板が移動し、ホームストレッチ（最後の直線）の長さが芝コースでは従来の 500.4 m から 525.9 mに延長された。ダートも 500.1 mに延長されている。
2. 内枠の馬に対して危険・外枠の馬の不利が指摘されていた芝 2,000 mコースのスタート直後のカーブが緩やかになった。ただし依然として、第104回天皇賞（1991年）においてメジロマックイーンが降着となったような事例に対する影響については様々な意見がある（第104回天皇賞を参照）。
3. 各コーナーが以前よりも緩やかなカーブに変更された。
4. 芝 3,400 mおよびダート 1,300 m / 2,400 mのコースを新設し、芝 2,200 m / 3,200 mおよびダート 1,700 m / 2,300 mのコースを廃止した。
5. 移動柵の名称を、A1, A2, B, C→A, B, C, D, Eに変更した（ただし、Eコースは現在のところ使用されていない）。
6. 障害コースのうち襷コースを廃止して、内馬場に勝馬投票券発売所を増設した（1998年秋から）。

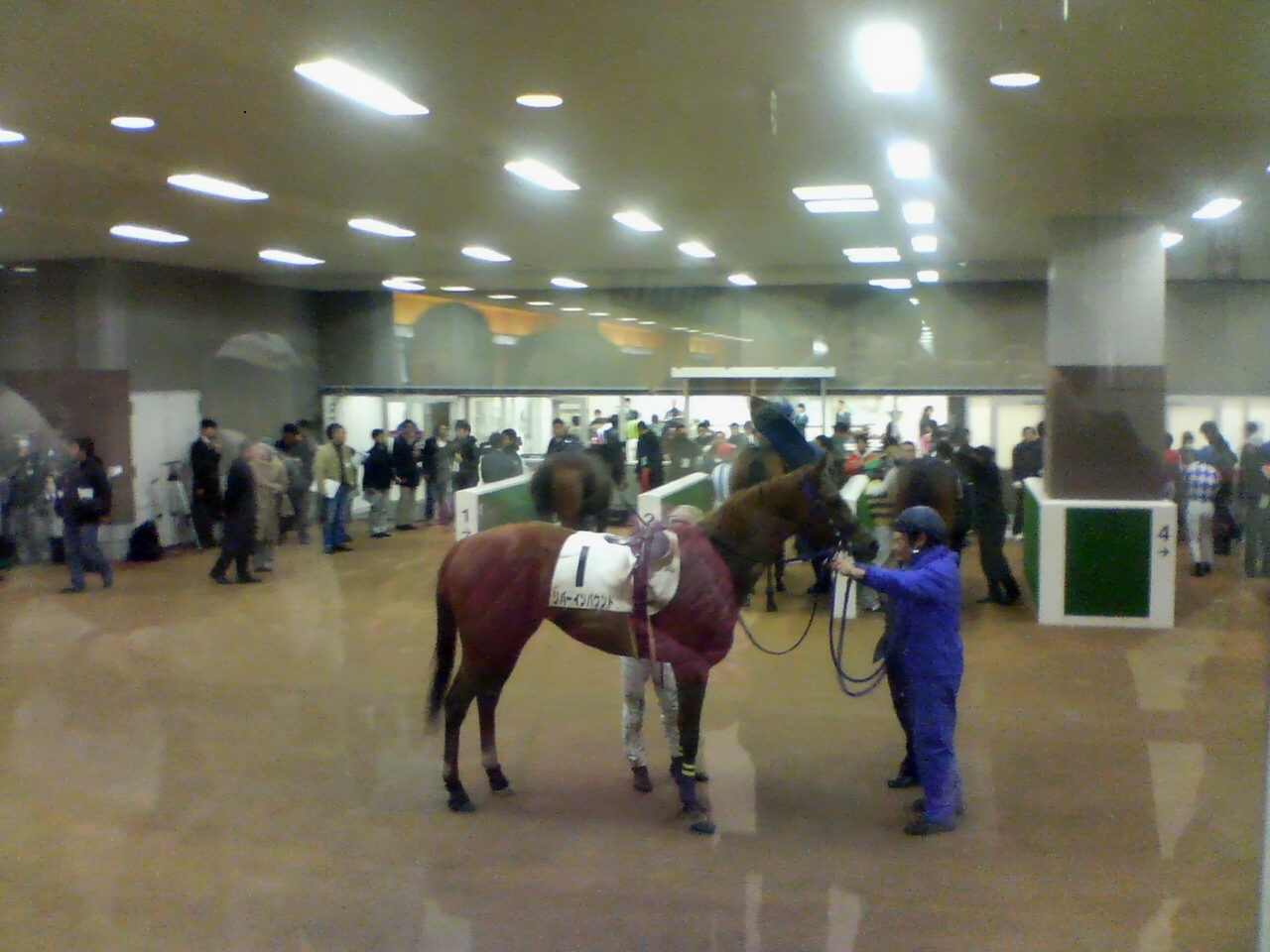
ホースプレビューから見える地下馬道と検量室（2009年1月31日撮影）

2005年（平成17年）4月に完成したスタンド改修工事・第2期分では、パドックとレーストラックをつなぐ地下馬道が1階座席からガラス越しに見ることができるようになった（ホースプレビュー）。
2007年（平成19年）4月にスタンド改修工事・第3期分が終了。新スタンドが全面完成となった。新スタンドの名称は公募により決定し、富士山を眺望できるスタンドであることから「フジビュースタンド」と命名された。また、このフジビュースタンド完成を記念し、2007年の2回・3回の東京競馬では東京競馬場グランドオープンと銘打って、引退騎手によるエキシビションレース「ジョッキーマスターズ」をはじめ様々なイベントが行われた。
2008年（平成20年）2月3日・2月10日と2週連続で日曜日の開催が降雪の影響で中止され、それぞれ2月4日・2月11日に代替開催された。中央競馬における同一競馬場での2週連続開催中止は、こちらも降雪のため中止された1987年12月の中山2日目・4日目以来21年ぶりのことであった。
2014年（平成26年）2月8日・9日・15日・16日には、雪の影響により4日連続で開催中止。それぞれ2月10日・17日・18日・24日に代替開催された。中央競馬における4日連続の開催中止は史上初となった。
2019年（令和元年）5月4日には、降雹の影響で10レース以降のレースを中止。ダービートライアルのプリンシパルステークスがこの中に含まれており、翌週5月12日の開催に移行されることになった。
2020年（令和2年）の第2・3回開催全日は新型コロナウイルス（COVID-19）の感染拡大防止のため「無観客競馬」として開催された。この中には第87回日本ダービーも含まれており、太平洋戦争の影響により「能力検定競走」の名の下で馬券の発売もなく施行された1944年以来76年ぶりに無観客での日本ダービー開催となった。
2021年（令和3年）の第1回開催全日、第2回開催2～6日は新型コロナウイルスの感染拡大防止のため「無観客競馬」として開催された。
東京優駿は、第1・2回を目黒で開催以後、原則として東京競馬場のみで行われており、上記の大規模な改修・改築、馬場の拡張などを伴う大規模な工事が行われた場合でも、開催時期を調整したり、また東京優駿が行われる節の工事を極力控えるように日程調整を行っている。

## コース概要

東京競馬場のコース見取り図

### 芝コース
芝コースは主要4場（東京・中山・京都・阪神）の中で最も大きく、JRAの全10競馬場でも新潟競馬場に次ぐ大きさである。起伏も変化に富んでおり、第1コーナーから向正面半ばまで高低差 1.9 mの長い下り坂が続き、直後の第3コーナー手前には高低差1.5mの上り坂。これを上りきると短い平坦部分を挟んだ下り勾配が続き、第4コーナーから上り勾配に転じる。ゴールまでの直線には残り 480 m地点 - 260 m地点にかけて高低差 2 mの長い上り坂があり、「だんだら坂」とも呼ばれ東京競馬場の名物となっている。ゴールまでの直線距離も新潟競馬場（外回り）に次ぐ長さで、非常にタフなコースとされている。
カーブも半径がゆったりしているうえ、幅員も広いためコースは4通りに使い分けることができ、馬場の傷みの進行も最小限に抑えることができるようになっている。
- 1周距離: Aコース 2,083.1 m, Bコース 2,101.9 m, Cコース 2,120.8 m, Dコース 2,139.6 m[30]
- 直線: 525.9 m（全コース共通）[30]
- 出走可能頭数（フルゲート）[31]
  - Aコース: 一律18頭
  - Bコース: 一律18頭
  - Cコース: 2,000 mは16頭、その他18頭
  - Dコース: 2,000 mは14頭, 2,400 m・2,500 m・2,600 mは18頭, その他16頭
- 距離設定: 1,400 m / 1,600 m / 1,800 m / 2,000 m / 2,300 m / 2,400m / 2,500 m / 2,600 m / 3,400 m[30]

かつて芝には1,000 m・1,100 m・1,200 m、ダートには1,000 m・1,100 mの距離が右回りで設定されていた。このうち芝1,200 mの競走については1984年 (昭和59年)まで施行され、現在の200 mのハロン棒部分に右回り用のゴール板が設置されていた。また1955年 (昭和30年)前後の一時期、向正面から4コーナーにかけての障害コースの内側に芝コースを設置し、芝内回り1,600 m・1,800 m・2,000 mの競走が設定されていた。
2021年までは1月から3月について（2015年以降は重賞競走を除く）、下記の通り出走頭数の制限を行っていた。
- Aコース: 一律16頭
- Bコース: 一律16頭
- Cコース: 一律16頭
- Dコース: 2,000 mは14頭, その他16頭

### ダートコース
ダートコースは1周距離・ゴールまでの直線距離ともに日本の競馬場で最大。起伏構成は芝コースとほぼ同様であるが、最後の直線部分の坂は高低差が2.4 mあり、芝コースよりも大きくなっている。
- 1周距離: 1,899 m[30]
- 直線: 500.1 m[30]
- 出走可能頭数(フルゲート): 1,200mは12頭, その他16頭[31]
- 距離設定: 1,200m[37], 1,300 m / 1,400 m / 1,600 m / 2,100 m / 2,400 m[30]

2010年の第4回開催より、ダート1600mのスタート位置及び2コーナーのシュート部分の線形が若干変更された。これによるレコードタイムの抹消措置は行われない。

### 障害コース
現在の障害コースはスタート後に順回りで周回するコース形態のみで、周回コースには8個の障害を設置。向正面（バックストレッチ）には3つの連続障害が設けられている。また、正面の4つの障害のうち、グリーンウォール以降の3つの障害がユニット状になっており、重賞の東京ジャンプステークス（東京JS）は3つ目の竹柵が大竹柵（高さ 150 cm, 幅 155 cm）、4つ目のいけ垣が大いけ垣（高さ150 cm, 幅150 cm）に変更され、さらに東京ハイジャンプでは2つ目のグリーンウォールが大いけ垣（高さ 150 cm, 幅 150 cm）に変更される。その変更作業には1日かかる事から、当該週は他に東京で平場の障害競走を組むことができないため、東京JSが宝塚記念開催前日に移行した2013年以降、宝塚記念当日にあたる日曜日は障害競走が東西で行われない。過去には秋華賞当日が障害競走が東西で行われないというケースもあったが、2014年以降障害競走が札幌・函館以外の第3場開催時は第3場で行われることになったことと、2015年以降、東京ハイジャンプが原則、秋華賞当日の日曜日の施行になったため、発生しない。
1998年までは第3コーナーから第1コーナーにかけて襷コースが配置されており、年2回の東京障害特別の時のみ使用していた。襷コースには通常より難易度の高い大土塁障害（10号障害: 高さ 155 cm, 幅 260 cm; 通称「けやき」）、大竹柵障害（11号障害: 高さ 150 cm, 幅 150 cm）、土塁障害（12号障害: 高さ 150 cm, 幅 250 cm）の3連続障害があり名物であった。襷コース使用の場合は正面の障害は逆回りとなっていた。
戦前の竣工時には、襷コースがX字状にクロスした形で存在し、さらに3コーナーから4コーナーにかけては、馬場の内側にもう一つS字状にカーブしたコースが存在していた。
東京優駿（日本ダービー）・天皇賞 (秋)・ジャパンカップ（JC）の施行日は、障害コースのうち正面スタンド前にあたる部分が観客席として開放されることがある。
- 1周距離: 1,674.7 m[30]
- 出走可能頭数 (フルゲート): 一律14頭[31]
- 距離設定
  - 直線ダートコース: 3,000 m / 3,100 m / 3,285 m (後述) / 3,300 m[30]
  - 直線芝コース: 3,110 m / 3,300m[30]

3,300 m戦（直線芝・ダート共に）は2012年以降施行されていない。
2009年5月23日の東京競馬第4競走（サラ系障害3歳以上オープン、発走11時40分）において、発馬機を「直線ダート 3,300 mのスタート地点」に設置すべきところを「直線芝 3,300 mのスタート地点」に誤って設置、結局当初発表の距離より 15 m短い直線ダート 3,285 mで行われた。レース終了後に係員が気づき、決勝審判員に報告。裁決委員がパトロールフィルム等で確認し同日の13時10分に誤りを認めたが、既にレースは確定し払戻金も発表された後であったため、レースは成立したものとされた。1着馬のタイムは当初 3,300 mのコースレコードと発表されたが取り消され、実施行距離（直線ダート3,285 m）の基準タイムとして残された。

## 主な設備

### 入場門
正門・東門・西門の3カ所ある。開門時刻は通常 9:00 であるが、GI開催時など混雑が予想される場合は開門時刻が早まることがある（ダービー・JC当日は概ね 7:20 - 8:00）。

#### 正門
正門は2層構造になっており、2階は京王電鉄競馬場線・府中競馬正門前駅と高架橋でメインスタンド3階と直結している。正門の北側に立川段丘（府中崖線）が東西方向に横切る。
平日払戻所が併設されている。高架橋の入口付近には黄金馬像「アハルテケ像」がある。

#### 東門
JRA競馬博物館や4コーナー付近の芝生ゾーンに近い。京王電鉄京王線・東府中駅南口から徒歩10分。
| 正門 |  | 東門 |
| 正門 |  | 東門 |

#### 西門
1コーナー・ゴール・内馬場に近い。開門時は1階は入場券・回数入場券を事前に確保済みの者のみ利用可能である。JR南武線及び武蔵野線・府中本町駅の臨時改札口から専用歩道橋で徒歩5分。正門同様2層構造になっており、上層部が専用歩道橋と直結している。

#### 南門
西武鉄道多摩川線・是政駅から徒歩10分。コースのメインスタンドより向正面に位置する。以前は入退場が可能であったが、新型コロナウイルス感染拡大以降は入場制限もあって閉鎖が続いており、2023年9月21日にJRAより恒久的に閉鎖することが発表されている。
| 西門 |  | 南門 |
| 西門 |  | 南門 |

### メインスタンド

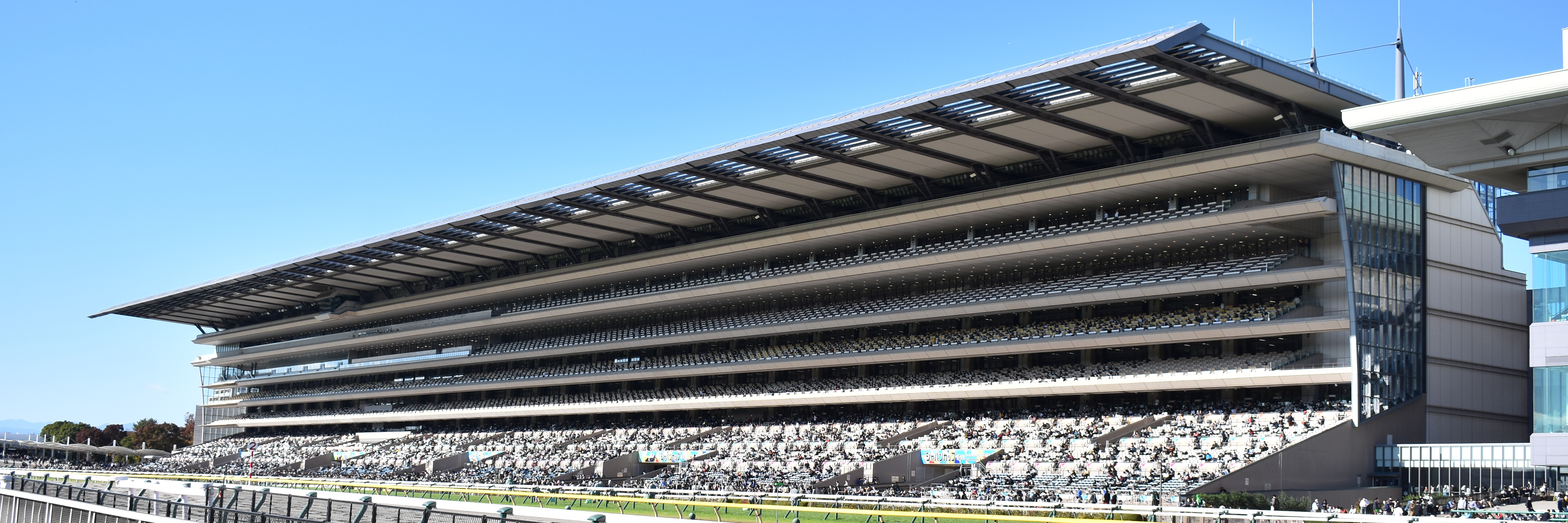
内馬場から見るフジビュースタンド（2022年11月撮影）

2002年（平成14年）11月から段階的に供用され、2007年（平成19年）4月に完成した。愛称は「フジビュースタンド」で、地上9階・地下1階。天気が良ければ富士山が見えることや、富士山が日本一を連想させること、富士山が世界的にも有名なことからこの名が付いた。スタンド内の現在位置を把握するのに便利な「柱番号」は1コーナー寄りの「2」から始まり、4コーナー寄りに「34」までの番号が付されている。各階の主な施設は以下のとおり。
- 1階…投票所および一般席スタンド、ホースプレビュー、検量室などの業務エリア。

西門寄りの101番投票所は岩手県競馬組合（盛岡・水沢）の場外発売所。
- 2階…メインコンコース階。投票所及びイベントスペース、一般席スタンド。西門通路（フジビューウォーク）からはこの階に接続する。
- 3階…レストラン、軽食売店およびイベントスペース、一般席スタンド。正門連絡歩道橋からはこの階に接続する。[注 5]

この階には自動発売機・有人窓口の投票所はないが、UMACA投票機、入出金機のみ設置されている。　JRAの競馬場では初めてコンビニエンスストア「サークルK東京競馬場イースト店」「サークルK東京競馬場ウエスト店」が入居したが、2013年以降「サークルK東京競馬場ウエスト店」のみの営業となっている。2017年10月14日からセブンイレブンが開店。
- 4階…投票所および一般席スタンド。
- 5階・6階…屋外指定席およびレストラン。

本場開催日のみオープン。レストランは指定席券がなくても利用可。
- 7階…馬主席および来賓席（ラウンジエリア席）、馬主協会役員室。
- 8階…特別来賓室（貴賓室）[注 7]、および業務エリア。

7階・8階へは通常一般客は出入りできない（特別なイベントなどで出入りできる場合はある）。
- 9階…業務エリア。決勝線（ゴール板）に平行して写真判定室が突き出している。

コースの全体を見渡すことができるのは6階より上の席となる。
スタンドは全館禁煙で、喫煙は指定された喫煙ルームでのみとなる。

#### 指定席
フジビュースタンドの指定席は A・B・C の3種類あり、4コーナー寄りからB指定席・A指定席・C指定席と配置されている。料金の違いは観戦場所によるもののみであり、座席の仕様に違いはない。全席が屋外にあり、2人掛けで各ペア席にチャンネル切り替え可能なモニターが1台、PC利用のためのコンセントが2口ある。全席で公衆無線LAN（Wi2 300）が無料で利用可能である。料金に入場料は含まれない。指定席エリアには投票所、UMACA投票機、酒や軽食を販売する売店、喫煙コーナーなどがある。以前は下位の指定席利用者は上位の指定席エリアに立ち入ることはできなかったが（A指定席利用者はB指定席エリアおよびC指定席エリアの施設を利用できるが、B指定席およびC指定席利用者はA指定席エリアの施設を利用できない）。2025年現在はエリアには入れる。　メモリアルスタンド（後述）S指定席利用者は、フジビュースタンドのすべての指定席エリアの施設を利用出来る。
- A指定席（5階1,078席・6階908席）
5階・6階のゴール付近に設定されている。
- B指定席（5階584席・6階576席）
5階・6階のゴール手前 200 m付近に設定されている。5階に車椅子専用席が6席ある。
- C指定席（5階406席・6階348席）
5階・6階のゴール過ぎに設定されている。5階に車椅子専用席が6席ある。

2020年10月の4回開催より車椅子専用席を含めて全ての指定席がインターネット予約のみでの発売になった。　　インターネット予約は従来、専用クレジットカード「JRAカード」でしか予約できなかったが、2014年11月にJRAカード以外のクレジットカードも利用できるようになった経緯もあり、2015年第1回開催分よりインターネット予約分の指定席が若干増やされ、当日発売分の指定席が若干減らされた。
当日発売分の指定席はフジビュースタンド3階の当日指定席発売所で販売していた、5階席は正門から、6階席は西門からの入場者が利用しやすいように入場列があった。東京優駿（日本ダービー）時は通常より高い特別料金が設定されるほか、東京優駿や天皇賞（秋）など大きなGIレースが開催される日は当日発売を行わず、インターネット予約についてはJRAカード限定の事前予約抽選で、またそれ以外については事前はがき抽選で当選者に引換券を送付する形で販売していた。
なお新型コロナウィルス発生により、2020年秋の入場再開後は一般入場券も含め全部前売りのみ（当日券発売なし、競馬場共通回数券も使用不可。一部の緊急事態宣言発令時は無観客競馬で入場禁止）だったが、その後緩和され当日券・回数券の入場も可能となった。2023年現在では、日本ダービー、天皇賞・秋、ジャパンカップの当日のみが一般入場券を含めすべて前売り、それ以外はGⅠ級も含め原則として一般入場券については当日券・回数券も利用が再開された。

### メモリアルスタンド

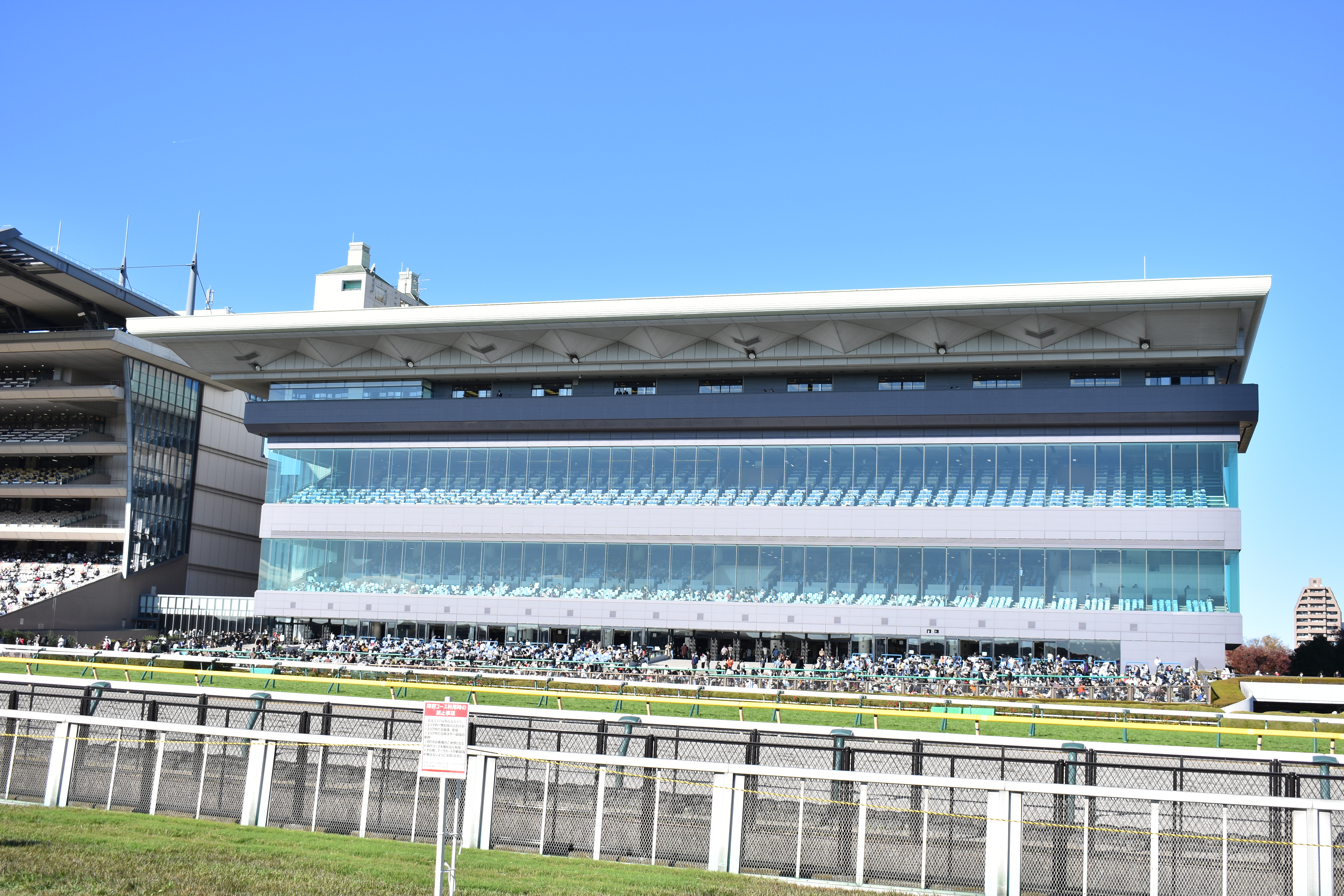
メモリアル60スタンド

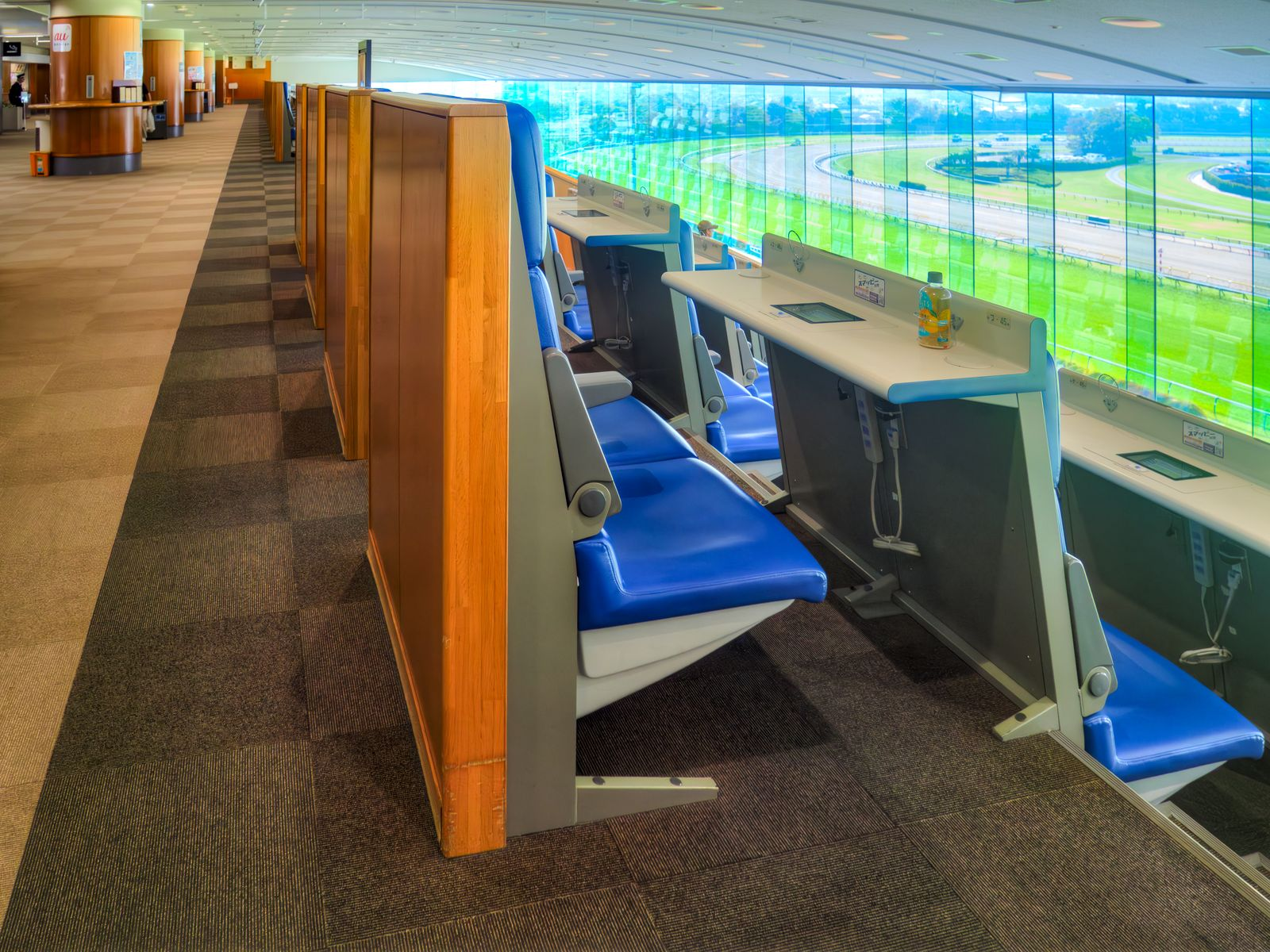
メモリアル60スタンド、S指定席

コースのゴール手前300m付近にあるスタンドで、東京競馬場開設60周年を記念して1993年9月に完成したスタンドである。完成当時は「メモリアル60」と呼ばれていた。フジビュースタンド同様に全館禁煙（喫煙は専用の部屋を利用）。「柱番号」は「42」から「54」。これはフジビュースタンドができる前の旧スタンドの柱番号からの通し番号であり、フジビュースタンド完成後もメモリアルスタンドの柱番号は変更されずそのまま残された。
地上7階・地下1階で、座席のある場所はすべてガラス張り。3階・4階の4コーナー寄りの部分が一般席（1階・2階相当部分は屋外の芝スタンド）で、3階・4階のゴール寄りの部分の748席は65歳以上の入場者が利用できるシニア席（料金は無料）、5階・6階部分はS指定席（852席、クレジットカードによるインターネット予約のみ）となっている。メモリアルスタンド竣工からフジビュースタンド完成までの期間は3階・4階部分はE指定席であった。全席禁煙である。なお、本場開催時以外（パークウィンズ時）にはS指定席がネット予約発売で開放される。メモリアルスタンド5階・6階のレストラン・売店も通常どおり営業している。7階には貴賓室がある。

### 馬場内
西門及びフジビュースタンドからの地下道を利用して行けるコース内のエリアである。フアフアターフィーやミニ新幹線など子供向けの遊具があるエリアである。

### ターフビジョン

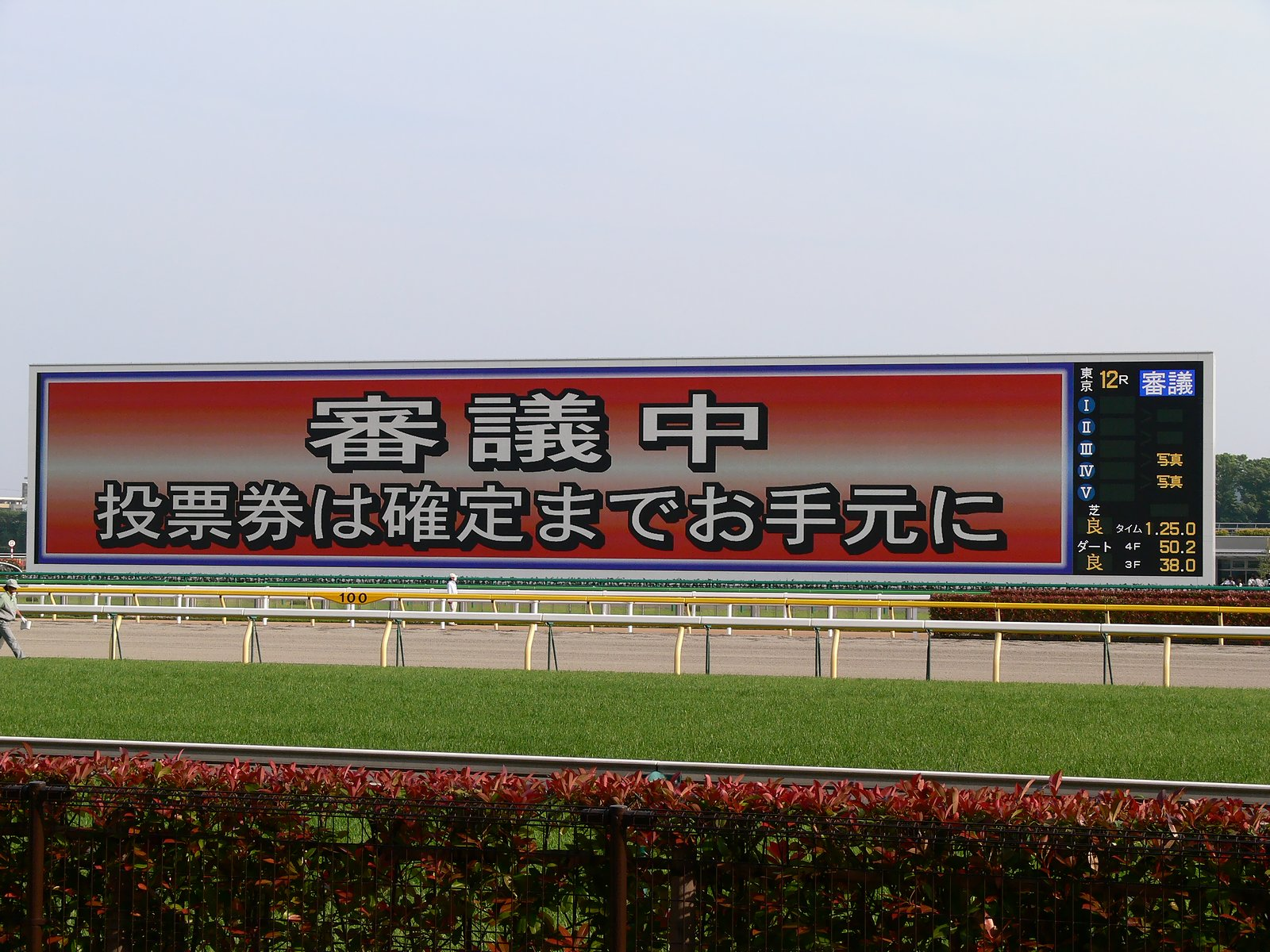
ゴール前に設置されているターフビジョン（2007年5月撮影）

1984年に日本初のターフビジョンが設置され、10月6日の開催から運用開始。ターフビジョン設置後最初の大レースがミスターシービー、カツラギエース、サンオーイが叩き合いを演じた毎日王冠であった。最後方を追走するミスターシービーが大欅の手前でスパートをかけるシーンが映し出されると場内は大きく沸いた。
2006年8月に三菱電機長崎製作所製の世界最大規模の超大型ビジョン（ターフビジョン）が設置され、10月7日から正式運用された。ゴール前のそれがこれまでの電球管形式からLED方式に変更され、高さ11.2 m, 幅66.4 m, 面積743.68 m2（テレビサイズでいうと 2,651型）と旧来の3倍に相当するものが採用された。これによって画面全体を使用した高画質映像の放映、画面を 1:2 に分割して別角度からの映像を放映、画面を3分割して本場の競走・パドックの映像と他場の競走・パドックの映像を同時に放映、といった様々な使い方で情報提供ができるようになった。「世界最大の大型映像スクリーン」としてギネス世界記録に認定された。「マルチ画面ターフビジョン」と称している。

### パドック
「下見所」とも言う。出走馬を下見する場所であり、トータリゼータオッズボードを兼ねたパドックビジョン（フルカラーLED電光掲示板）が設置されている。パドック周辺とパドックビジョンの前側通路と下は禁煙エリアとなっている。
無敗の2冠馬トキノミノルの馬像と、中央競馬初代理事長安田伊左衛門の胸像があり、待ち合わせスポットの定番となっている。安田像は安田記念の開催日には献花が捧げられる。
以前は30頭分表示できる風格のある大型手書き出走板があり、名物であった。レースごとに白墨でレース名、距離、馬名、騎手名、斤量、馬体重が書かれたプレートを付け替えていた。馬名表示欄の横幅は狭かったため、8文字以上の馬名の場合は2行に分けて書かれていた。フルゲートの削減に伴い、電光型の出走掲示板（現在のパドックビジョン）に建て替えられた。カタカナは全角で表記される。

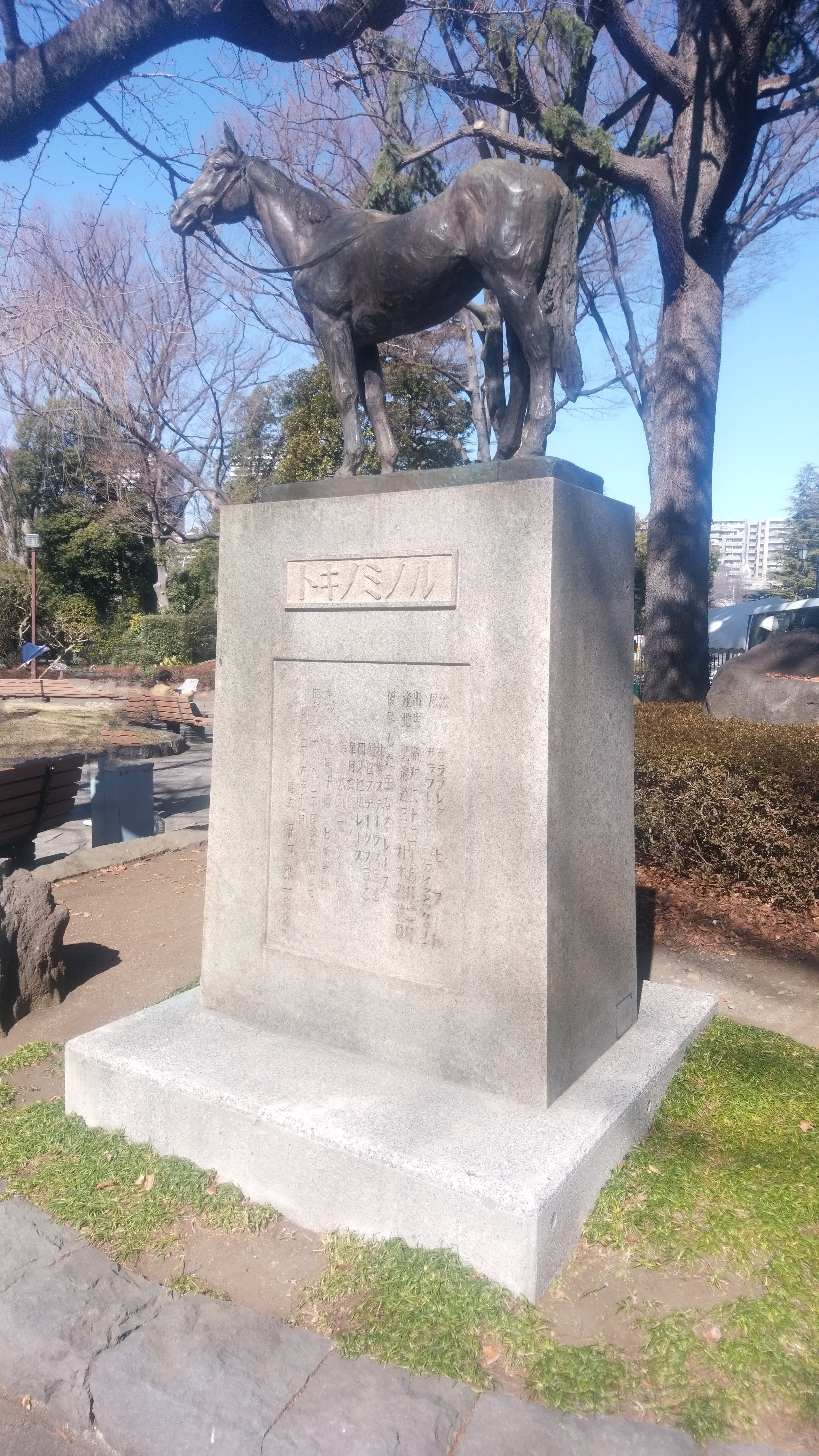
トキノミノルの馬像

### 行幸啓記念碑
2005年・2012年・2023年の天皇賞(秋)は、天皇・皇后が東京競馬場に来場し天皇賞を観戦した（天覧競馬）。
天皇・皇后の行幸啓を記念して、東京競馬場場内の3ヶ所に行幸啓記念碑が設置されている。

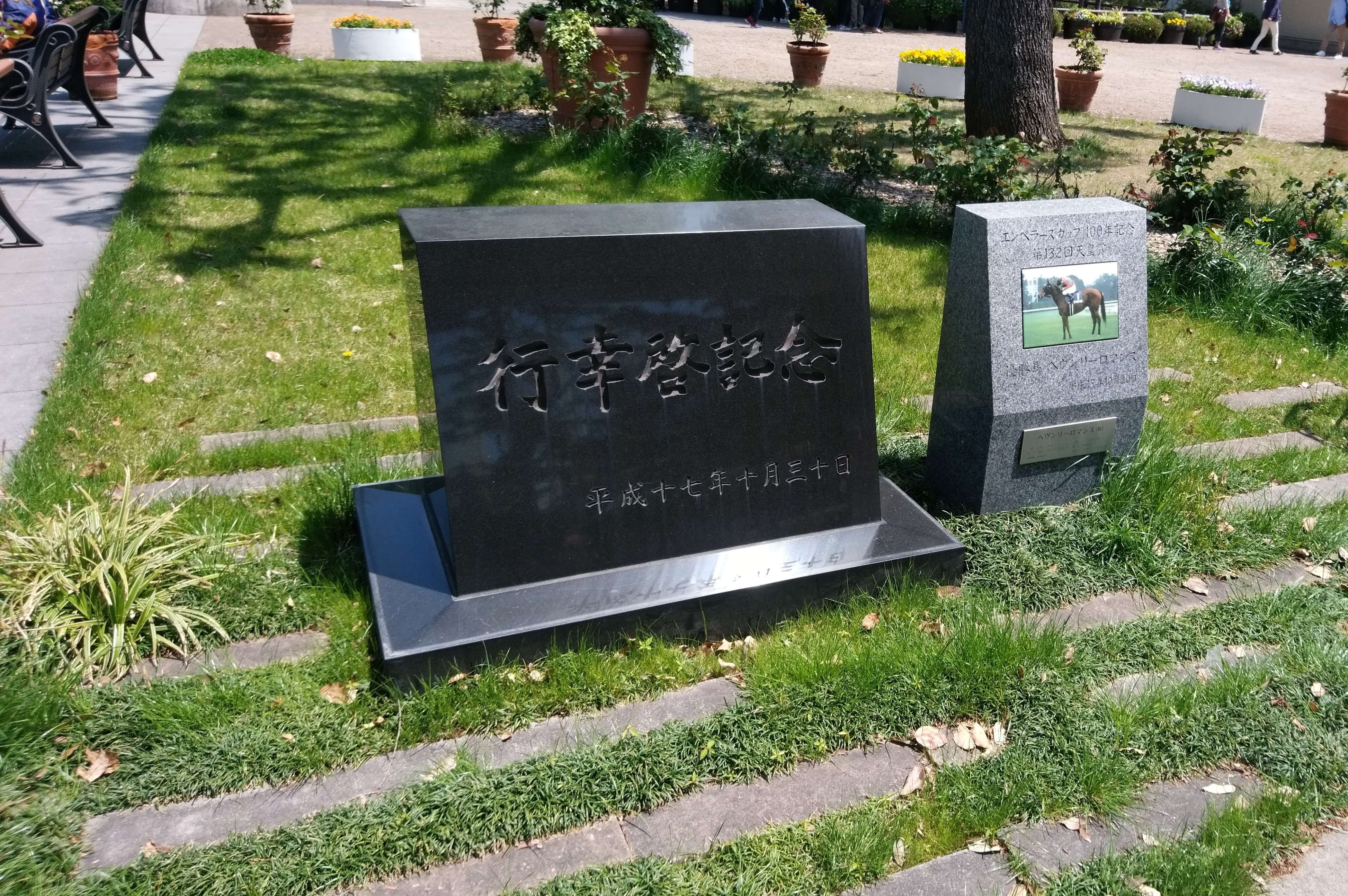
行幸啓記念碑（2005年）

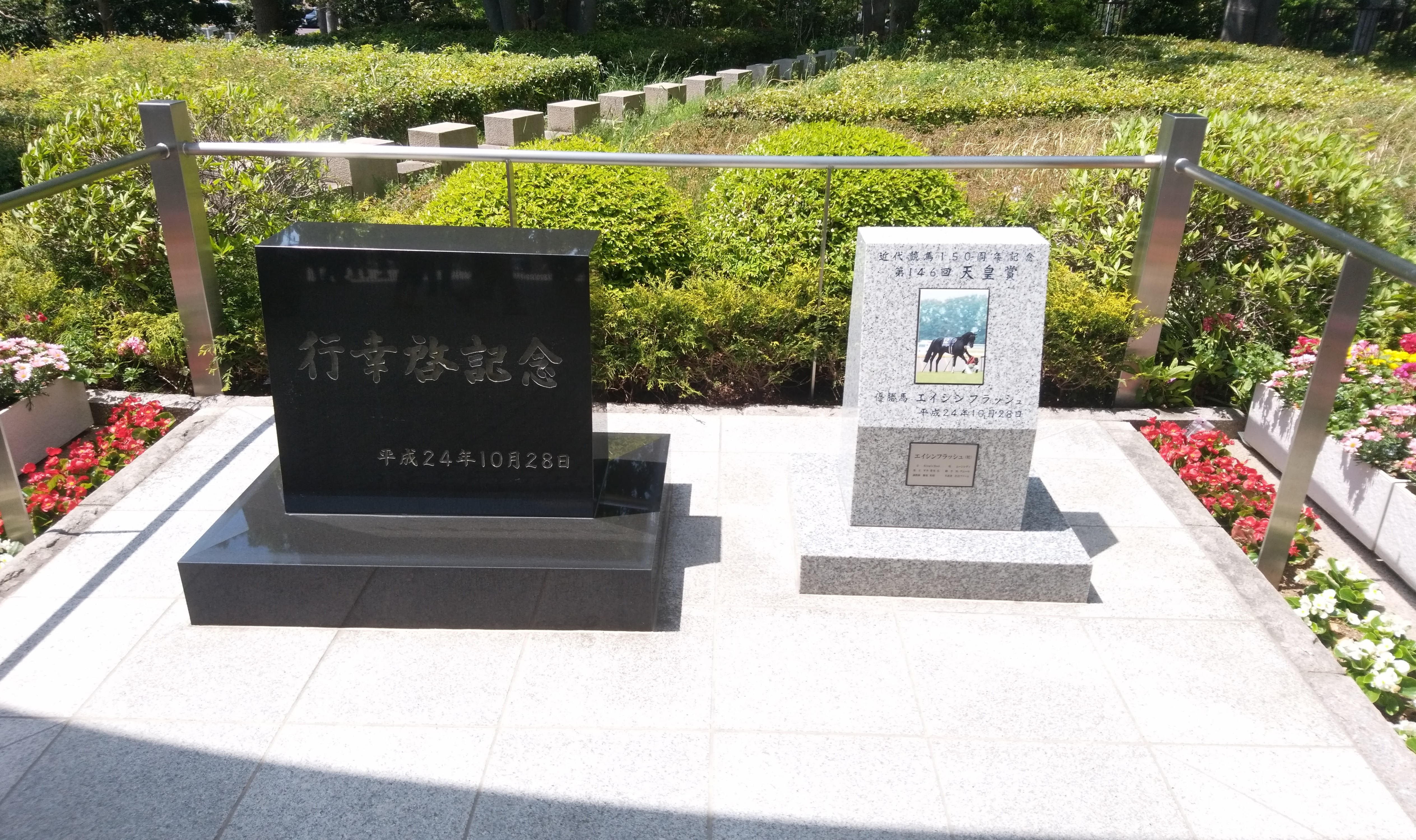
行幸啓記念碑（2012年）

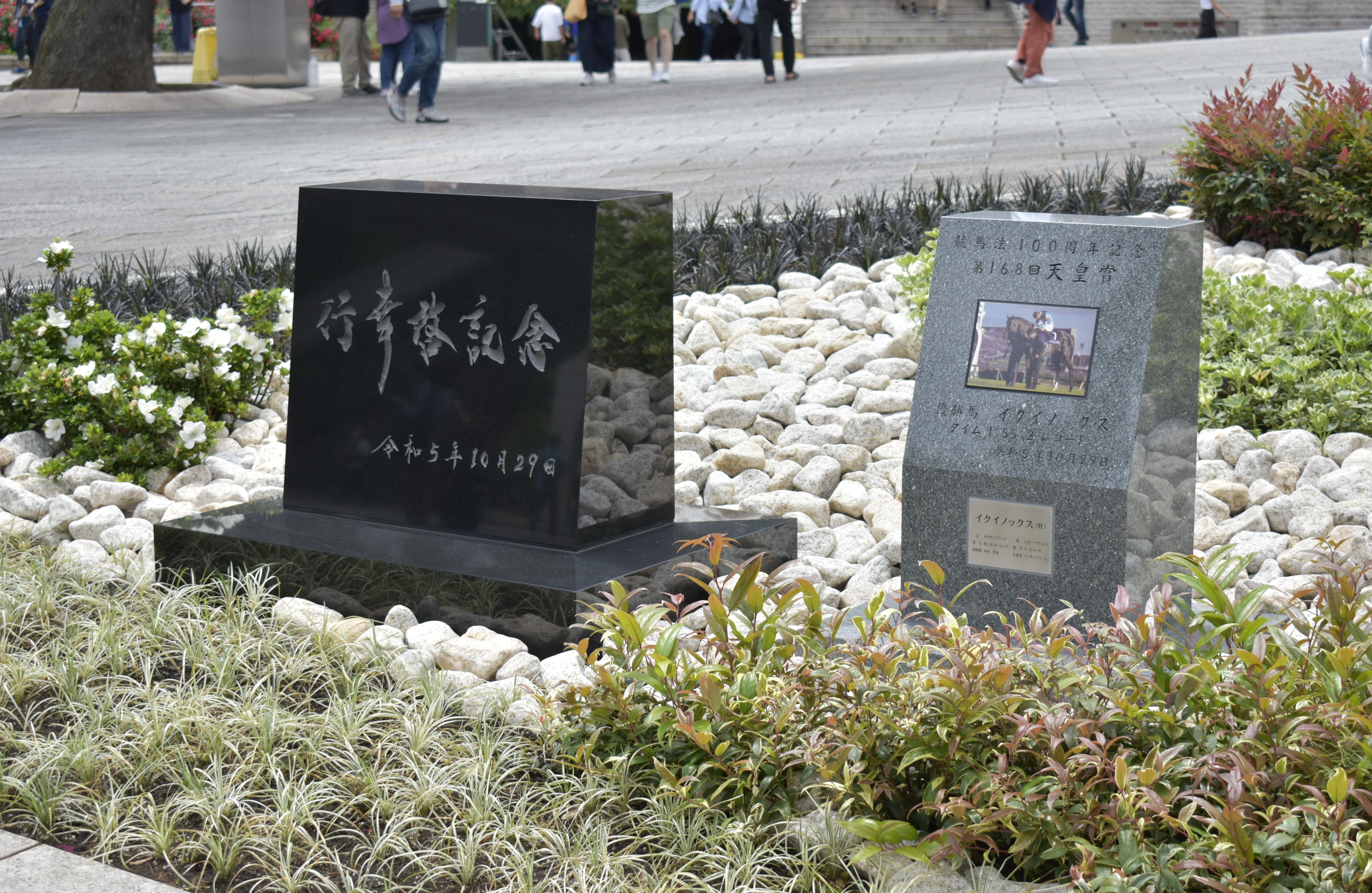
行幸啓記念碑（2023年）

### レストラン・軽食・売店
東京競馬場はレストランや売店などが充実していて、飲食店はラーメン・焼きそば・カレーライスなどのファストフードから有名ホテルがプロデュースするレストラン・カフェまで約75店舗が軒を構える。フジビュースタンド2階西側・1階東側およびメモリアルスタンド地下にはフードコートがある。フジビュースタンド5階及び6階の指定席エリアの外には9店舗のレストランがあり、ゆっくりと腰を据えて食事ができる。また、コンビニエンスストアやスポーツ新聞・競馬新聞を販売する売店もある。なお、店舗の中には本場開催時しか営業していない店舗もある（パークウィンズ時はフジビュースタンド5階及び6階の店舗はすべて休業となる）。

### 場内ミニFM
1986年から2001年末まで場内サテライトスタジオに「ミニFM放送局」を送信周波数 78.0 MHz（後に 87.0 MHz・ターフサウンドステーション TSS）で開局・放送業務を開始したが、現在は下記の場内実況放送の他、各放送局の音声を再送信している。
- 87.0 MHz…グリーンチャンネル「中央競馬全レース中継」（2011年7月より、以前はグリーンチャンネルEASTを再送信していた）
- 88.5 MHz…ラジオ日本
- 89.5 MHz…場内音声（実況アナウンスはラジオNIKKEIと共有）

### 国際厩舎
東京競馬場では1981年から、同競馬場での年間最終開催日にジャパンカップを開催しているが、2019年のジャパンカップに外国調教馬の出走がなかったという事情、さらに外国馬は輸入後、競馬学校（白井市）か、三木ホースランドパーク（三木市）で原則として1週間程度検疫を受ける必要があったという事情が重なって、外国馬の参戦を増やすことが課題とされてきた。
しかし、世界的な競馬では、検疫を受けつつレース開催競馬場で調教ができることが一般的であるということで、外国調教馬誘致の改善策として国際厩舎を新設する計画が同年12月に明らかとなり、、2021年12月から着工。2022年6月に竣工した。国際厩舎は内馬場に最大6棟・12頭が入厩できるようになっている。運用としては同年10月1日付で農林水産省より輸出入検査場所としての指定を受け、正式に検疫厩舎となった。国際厩舎のクラブハウスには24時間馬房を画面で確認できる警備室や打ち合わせのための食堂などを設置。防疫のため、基本的に国際厩舎とクラブハウス間を行き来する際にはシャワールームを通過する構造になっている。さらに施設の周りには一周292mの楕円形追い馬場ダートコースが設置されている。

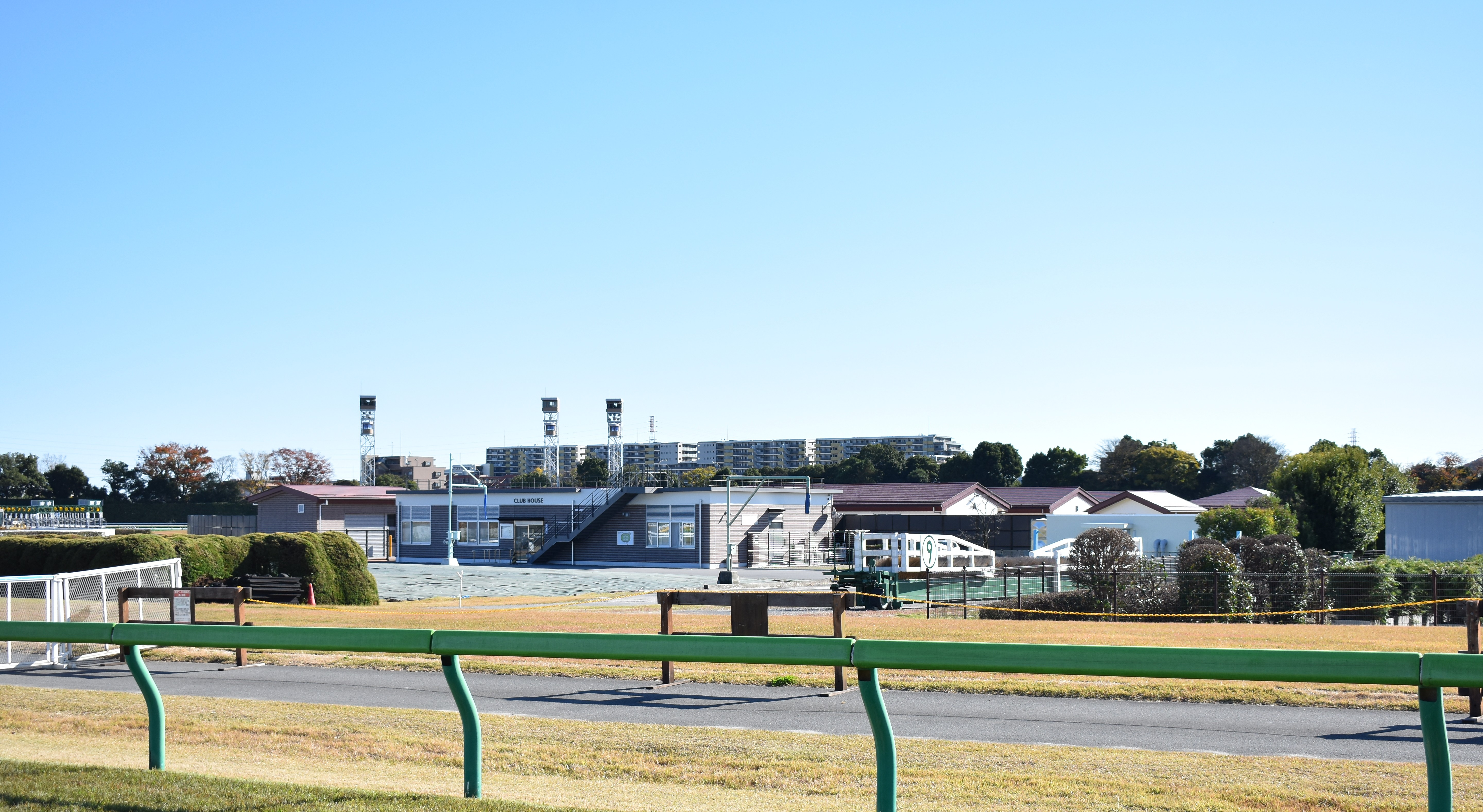
2022年6月に竣工した国際厩舎。（内馬場コース開放時に撮影）

### 日本庭園
正門近くのパドック北側に日本庭園があり、池には鯉、草木や花も生い茂り、桜の木も巨木を含め多く、苔むした景色がある。ベンチとテーブルが多く設置されている。花見やあじさい、紅葉を楽しむことが可能である。他、記念樹、石垣など。

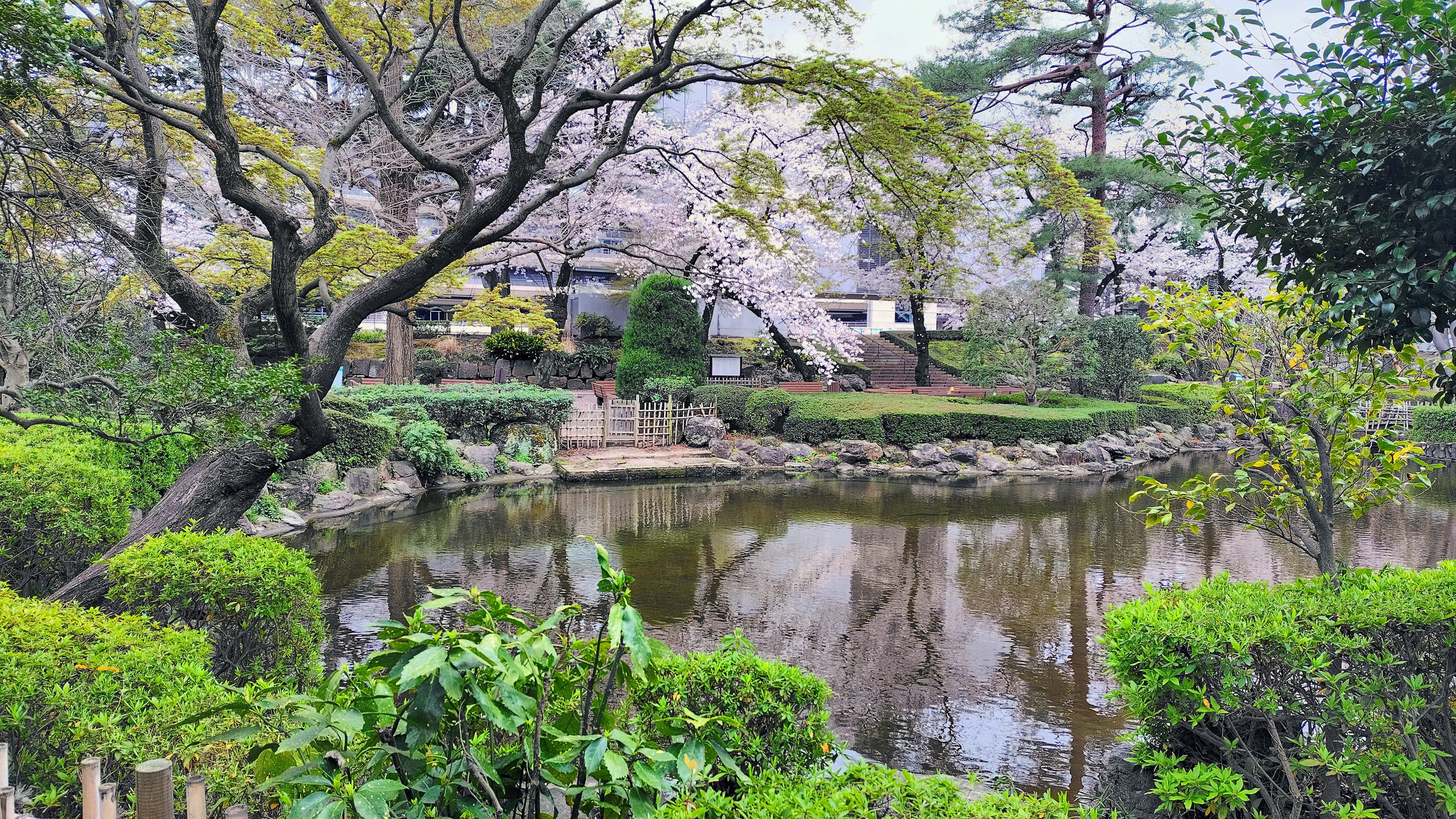
日本庭園（2024年4月）

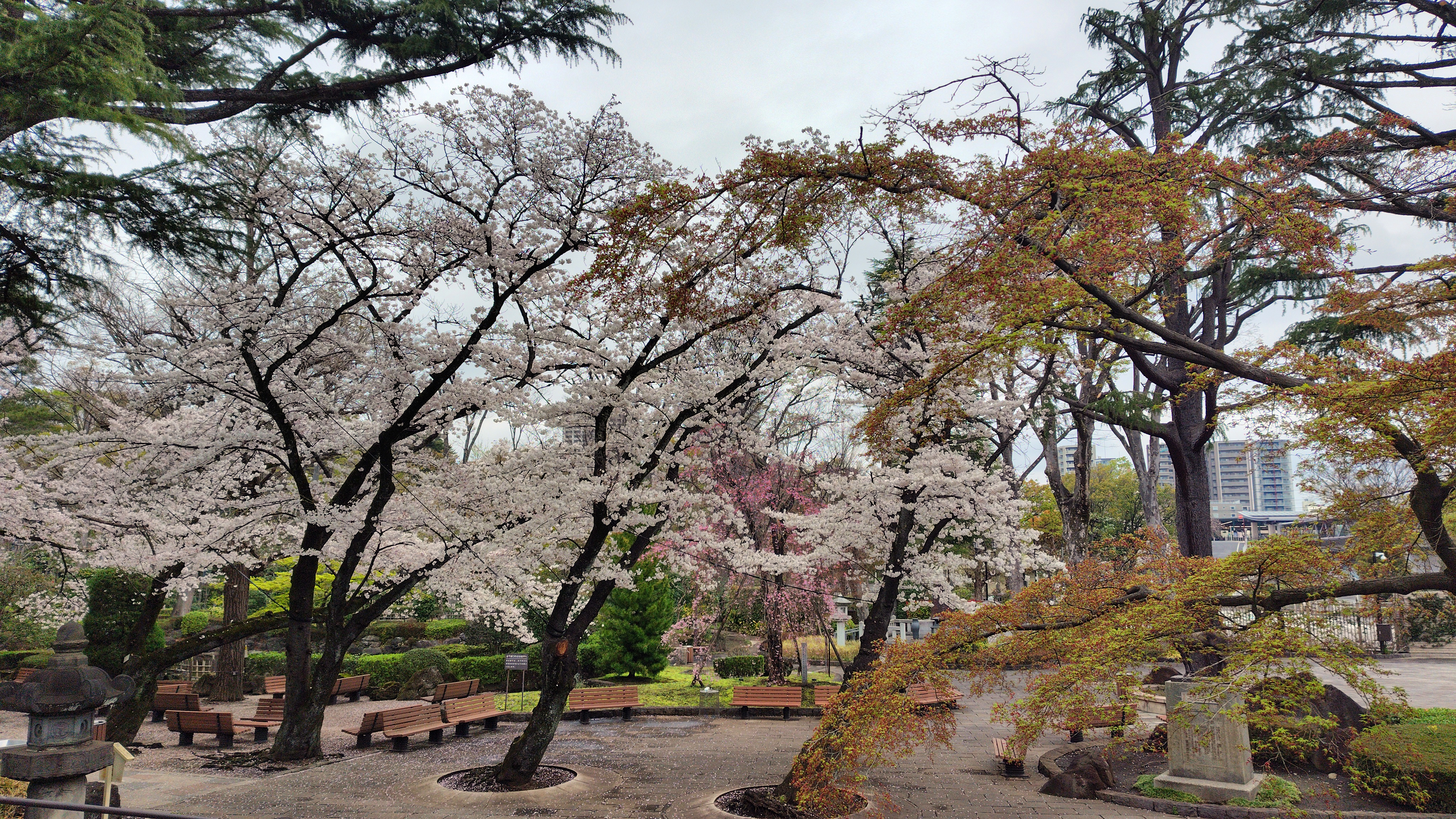
桜（2024年4月）

## アクセス

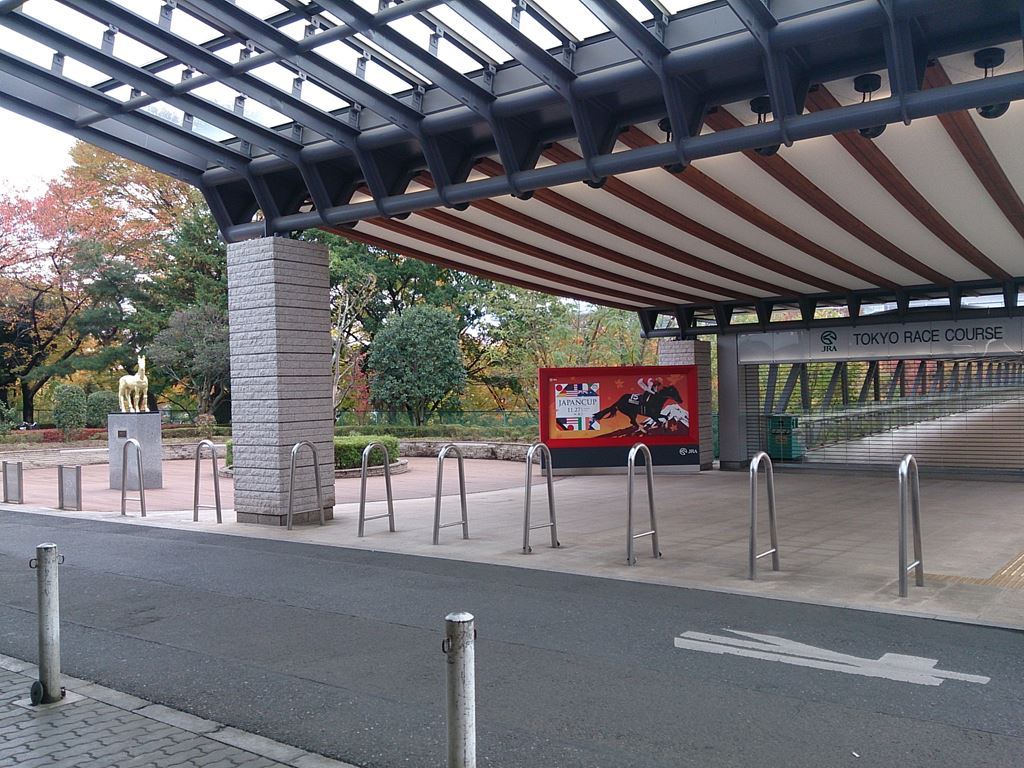
京王競馬場線府中競馬場前駅側2F入り口。左にあるのは、金のアハルテケ像。

最寄駅は京王電鉄の競馬場線・府中競馬正門前駅で、専用歩道が用意されている。東京競馬開催時は競馬場線が増発され、京王線と競馬場線が接続する東府中駅に特急が臨時停車するほか、府中競馬正門前駅から新線新宿駅行臨時急行と京王線新宿駅行臨時特急が運行される。京王線では東府中駅や府中駅からアクセスする人も多い。また、少し離れた東日本旅客鉄道（JR東日本）南武線・武蔵野線の府中本町駅からも専用歩道（フジビューウォーク）が用意されている。東京競馬開催時は南武線の川崎方面行、武蔵野線の東所沢・南越谷行の電車が増発される。かなり離れているものの西武多摩川線の是政駅からもアクセス可能ではあるが、至近となる南門は閉鎖されたため、是政駅および南多摩駅からは大回りの上で東門または西門からのアクセスとなる。京王線東府中駅から徒歩で向う場合、南口改札を出て南の方角へ歩いて行くと東門へアクセス可能である。
- 京王電鉄競馬場線府中競馬正門前駅から徒歩約3分
- 京王電鉄京王線府中駅から徒歩約15分
- 京王電鉄京王線東府中駅から徒歩約11分
- JR府中本町駅から徒歩約6分
- JR南多摩駅から徒歩約22分
- 西武多摩川線是政駅から徒歩約11分

1973年4月1日までは、競馬場西側に中央本線の支線、通称「下河原線」の東京競馬場前駅があった。かつてはこの駅が国鉄で最も長い駅名であった。
中央高速バス中央道府中バス停からもアクセスが可能。主に山梨県郡内・上野原方面の利用客が多い。高速バス停からは南門が至近であったが、先述のように南門が閉鎖された現在では東門が最も近い。
- 東京競馬場の敷地の南側に中央自動車道が建設され、この区間が開通したのは1967年(昭和42年)12月である。荒井由実が1976年に発表した「中央フリーウェイ」（アルバム『14番目の月』収録）の歌詞にある「右に見える競馬場」とは東京競馬場を歌ったものであるといわれており、テレビなどでも中央自動車道がよく映る。なお、「左はビール工場」とあるのは競馬場から高速道路を挟んで存在するサントリー武蔵野ビール工場を指すといわれている。この曲は東京競馬場で施行されている特別競走「フリーウェイステークス」の本馬場入場曲に使用されている[56]。

## 重賞競走
障害GI2競走を含めた全26のGI級競走中、この東京競馬場で開催される平地のGI競走は3分の1に当たる8競走に及ぶ。2007年まではジャパンカップダートも当競馬場で開催されていた（2002年は中山、2008年から2013年まで阪神、2014年よりチャンピオンズカップに名称変更し中京に移設）。
GI
- フェブラリーステークス
- NHKマイルカップ
- ヴィクトリアマイル
- 優駿牝馬（オークス）
- 東京優駿（日本ダービー）
- 安田記念[注 8]
- 天皇賞（秋）
- ジャパンカップ[注 9]

GII
- 青葉賞（ダービートライアル） [注 10]
- フローラステークス（オークストライアル） [注 11]
- 京王杯スプリングカップ
- 目黒記念[注 12]
- 毎日王冠
- アイルランドトロフィー
- 富士ステークス
- 京王杯2歳ステークス
- アルゼンチン共和国杯
- 東京スポーツ杯2歳ステークス

GIII
- 根岸ステークス
- 東京新聞杯
- クイーンカップ[注 13]
- 共同通信杯[注 14]
- ダイヤモンドステークス
- エプソムカップ
- 府中牝馬ステークス
- サウジアラビアロイヤルカップ[注 15]
- アルテミスステークス（2012年新設）
- 武蔵野ステークス

J・GII
- 東京ハイジャンプ

J・GIII
- 東京ジャンプステークス

### 備考
2019年までジャパンカップの開催日は、混雑緩和および日没の関係上1日に施行する競走を11に制限していたが、2020年からは通常と同じく全12競走の施行となる。2005年までは日本ダービーの開催日も同じく11競走（2001年までは10）だったが、2006年からは、ダービーデイを盛り上げるということで、ダービー開催日に最終競走として目黒記念を施行している（但し2011年は東日本大震災の影響で通常の競走数で行われたが目黒記念は前日に実施）。目黒記念については薄暮競走相当の時間帯（17時発走）で施行するため、競走数は通常同様12となる。このほか、2005年の秋の天皇賞では「エンペラーズカップ100年記念」として戦後初の天覧競馬が行われたことから、この日についても全11競走に制限して開催された（2004年の中央競馬50周年記念のときにも天覧競馬が企画され同様の処置がとられる予定だったが、直前に起こった新潟県中越地震の被災者に配慮して中止となったため通常と同じ12競走で開催された）。
毎年5月5日には競馬場に近接する大國魂神社で祭事の「くらやみ祭り」が行われるが、2006年までは、5月5日が競馬開催の土・日曜日と重複した場合、その前後に競馬開催日を振り替えていた（これは電話投票が全国で本格的にシステム統合されて以後、関東で第3場開催および関西で開催が行われる場合も同様に振り替えていた）。2002年のNHKマイルカップは土曜日である5月4日に施行されたが、平地のGI級競走が土曜日に施行されるのは非常に稀なケースである。
2006年の春季からは、NHKマイルカップからヴィクトリアマイル、優駿牝馬（オークス）、東京優駿（日本ダービー）そして安田記念まで5週連続でGI級競走が開催される。これに伴い独自の試みとして、「GIレースクイーン」と題し、各GI競走ごとに1名ずつ担当のグラビアアイドルを起用するようになった。
通常期は2006年以後（2011年を除く）のダービーデー当日以外、原則として薄暮開催を行わないが、2010年と2012年に安田記念当日は、最終競走の「ユニコーンステークス」を16:35発走に設定した。2013年はユニコーンステークスが別日開催となったため一旦消滅するも、2014年から夏季競馬振興の一環として、6月14日以後の第3回東京競馬後半6日間（6月29日=宝塚記念開催日除く）については最終競走を16:30に設定する。
なお、2004年以後、平年の第5回中山競馬開催相当分が代替されない限り、ジャパンカップが東京競馬場の年内最終競走（上述）となっている。

## レコードタイム
出典：JRA公式サイト 中央競馬レコードタイム 東京競馬場
- †は基準タイム。
- 2025年5月10日現在

### 芝コース（2歳）
| 距離 [m] | タイム | 競走馬         | 性別 | 斤量 [kg] | 騎手       | 記録年月日     |
| -------- | ------ | -------------- | ---- | --------- | ---------- | -------------- |
| 1,400    | 1:20.6 | コラソンビート | 牝   | 55        | 横山武史   | 2023年11月4日  |
| 1,600    | 1:32.7 | サリオス       | 牡   | 55        | 石橋脩     | 2019年10月5日  |
| 1,800    | 1:44.5 | コントレイル   | 牡   | 55        | R.ムーア   | 2019年11月16日 |
| 2,000    | 1:58.5 | ウィズグレイス | 牝   | 54        | C.ルメール | 2021年11月28日 |

### 芝コース（3歳以上）
| 距離 [m] | タイム | 競走馬           | 性齢 | 斤量 [kg] | 騎手       | 記録年月日     |
| -------- | ------ | ---------------- | ---- | --------- | ---------- | -------------- |
| 1,400    | 1:18.3 | トウシンマカオ   | 牡6  | 58        | 横山武史   | 2025年5月3日   |
| 1,600    | 1:30.5 | ノームコア       | 牝4  | 55        | D.レーン   | 2019年5月12日  |
| 1,800    | 1:43.9 | セイウンハーデス | 牡5  | 57        | 幸英明     | 2025年5月10日  |
| 2,000    | 1:55.2 | イクイノックス   | 牡4  | 58        | C.ルメール | 2023年10月29日 |
| 2,300    | 2:18.4 | アルビージャ     | 牡3  | 56        | C.ルメール | 2021年4月24日  |
| 2,400    | 2:20.6 | アーモンドアイ   | 牝3  | 53        | C.ルメール | 2018年11月25日 |
| 2,500    | 2:28.2 | ルックトゥワイス | 牡6  | 55        | D.レーン   | 2019年5月26日  |
| 2,600    |        |                  |      |           |            |                |
| 3,400    | 3:29.1 | ミクソロジー     | 牡4  | 56        | 西村淳也   | 2023年2月18日  |

### ダートコース（2歳）
| 距離 [m] | タイム | 競走馬           | 性別 | 斤量 [kg] | 騎手     | 記録年月日     |
| -------- | ------ | ---------------- | ---- | --------- | -------- | -------------- |
| 1,200    |        |                  |      |           |          |                |
| 1,300    | 1:17.4 | ミスターメロディ | 牡   | 55        | 戸崎圭太 | 2017年11月4日  |
| 1,400    | 1:23.1 | ユーワハリケーン | 牡   | 55        | 中舘英二 | 2005年10月8日  |
| 1,600    | 1:35.8 | ルクソールカフェ | 牡   | 55        | R.ムーア | 2024年11月23日 |

### ダートコース（3歳以上）
| 距離 [m] | タイム | 競走馬             | 性齢 | 斤量 [kg] | 騎手     | 記録年月日     |
| -------- | ------ | ------------------ | ---- | --------- | -------- | -------------- |
| 1,200    |        |                    |      |           |          |                |
| 1,300    | 1:16.1 | サトノファンタシー | 牡3  | 56        | 戸崎圭太 | 2016年11月12日 |
| 1,400    | 1:21.5 | ノンコノユメ       | 騸6  | 58        | 内田博幸 | 2018年1月28日  |
| 1,600    | 1:33.5 | デシエルト         | 牡3  | 54        | 戸崎圭太 | 2022年10月10日 |
| 2,100    | 2:06.7 | ヴァーミリアン     | 牡5  | 57        | 武豊     | 2007年11月24日 |
| 2,400    | 2:28.6 | グルーヴィンハイ   | 牡4  | 56        | 田中勝春 | 2007年2月18日  |

### 障害
| 距離 [m] | タイム  | 競走馬             | 性齢 | 斤量 [kg] | 騎手       | 記録年月日    |
| -------- | ------- | ------------------ | ---- | --------- | ---------- | ------------- |
| 芝 3,110 | 3:23.6  | ロードトゥフェイム | 牡5  | 59        | 五十嵐雄祐 | 2023年11月4日 |
| 芝 3,300 | 3:35.1  | メルシーエイタイム | 牡5  | 60        | 西谷誠     | 2007年6月9日  |
| ダ 3,000 | 3:17.5  | シルクリスペクト   | 牡5  | 60        | 田中剛     | 2005年5月14日 |
| ダ 3,100 | 3:22.0  | アドマイヤツバサ   | 牡6  | 60        | 高田潤     | 2013年5月18日 |
| ダ 3,285 | 3:36.2† | エイシンボストン   | 牡7  | 60        | 林満明     | 2009年5月23日 |
| ダ 3,300 | 3:36.2  | ギルティストライク | 騸6  | 60        | 山本康志   | 2010年5月22日 |

「騸」は騸馬 (去勢された牡馬)

### 改修前を含めたレコードタイム（2歳）
| 距離 [m] | タイム | 競走馬           | 性別 | 斤量 [kg] | 騎手     | 記録年月日    |
| -------- | ------ | ---------------- | ---- | --------- | -------- | ------------- |
| ダ 1200  | 1:11.7 | クイックミスワキ | 牡   | 54        | 岡部幸雄 | 1996年11月9日 |

### 改修前を含めたレコードタイム（3歳以上）
| 距離 [m] | タイム | 競走馬           | 性齢 | 斤量 [kg] | 騎手     | 記録年月日     |
| -------- | ------ | ---------------- | ---- | --------- | -------- | -------------- |
| 芝 2,300 | 2:18.3 | セイウンエリア   | 牡4  | 56        | 岡部幸雄 | 1999年5月9日   |
| ダ 1,200 | 1:09.2 | セレクトグリーン | 牡4  | 56        | 田中勝春 | 1999年11月14日 |
| ダ 1,600 | 1:33.3 | クロフネ         | 牡3  | 57        | 武豊     | 2001年10月27日 |
| ダ 2,100 | 2:05.9 | クロフネ         | 牡3  | 55        | 武豊     | 2001年11月24日 |

- 現在存在する同距離において、改修前のほうがタイムの速いものを掲載。

## 府中の大欅

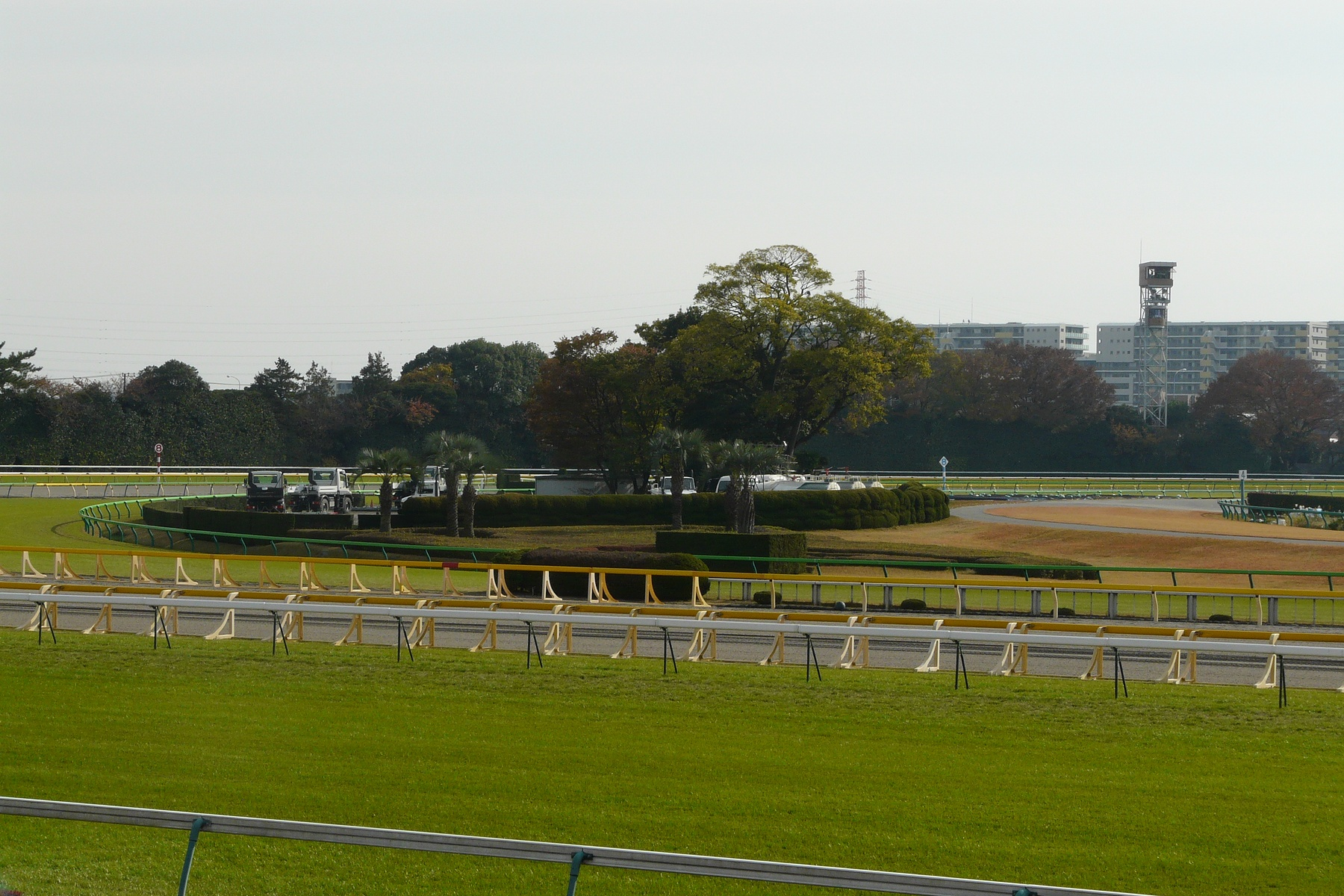
大欅

第3コーナーに関しては、寺山修司の著書などで「魔のコーナー」とされている。この場所に生育している木を俗に「大欅」（おおけやき）と呼ばれるが、実際に植えられているのは欅ではなく榎（エノキ）である。
この大欅の下には、この隣接地域の「是政」の由来となった井田摂津守是政の墓所があり、過去に行政代執行の対象となった際に井田氏の子孫が日本刀をふるって抗議したため、観戦の妨げとなるにもかかわらず史跡として保存されている。特に芝コースがCコースおよびDコース使用の場合、テレビ中継では必ず大欅が残り 800 m (4ハロン)地点のハロン棒を隠すように映り込むため、「日本一テレビ放映される墓所」と言われている。またこの木の一本を切った人夫が墓のたたりによって急死したと恐れられ、残った1本を切ることを引き受ける人がいなくなったという噂話もある。
一般にここは最後の直線へ向けて速度を上げる場所であると同時に、カーブを曲がるために一方の側に負担が大きくなる場所であり、第118回天皇賞においてサイレンススズカが予後不良に至った例もあった。

## 府中千八展開要らず
「府中の千八、展開要らず」との格言は競馬評論家としても活動していた大橋巨泉が作った。この格言は、東京競馬場の1800mコースの競走は、コース設計上、どの馬も不利を受けることが少ないうえ、ほとんどの距離適性をもつ馬が走れる距離でもあるため、実力どおりに収まりやすい（いわゆるフロックが少ない）ということ。特に毎日王冠は数多くの実力馬が勝ってきていることでも知られている。逆に、2000mコースで施行される天皇賞（秋）は、コース設計上、どうしても内枠の馬が有利だといわれている。

## 姉妹提携
エプソム競馬場・盛岡競馬場と姉妹提携を結んでおり、東京競馬場では交換競走としてエプソムカップ（GIII）、オーロカップが施行される。
盛岡競馬場との姉妹提携に関連して、2003年10月より 場内に岩手県競馬（盛岡競馬・水沢競馬）専用場外発売所が開設されており、東京競馬開催日および場外発売日には当日の岩手県競馬の全競走および前日発売レースの勝馬投票券を購入することができる。2005年度岩手競馬全日程終了までは馬場内B投票所に開設されていたが、2006年4月8日（2006年度岩手県競馬開催初日）からメインスタンド1階・101投票所に移転した。
- 2004年10月9日に台風接近のため中止となった東京競馬の代替開催が2日後の10月11日に行われたことにより、同日に盛岡競馬場で開催された統一GI競走・マイルチャンピオンシップ南部杯を含む全競走が同場外発売所で発売され、南部杯はターフビジョン・場内テレビでの実況放映も行われた。
- 2004年から、敬老の日（9月第3月曜日）を最終日とする3連休（土・日・月）における変則開催で、敬老の日当日にも中央競馬が開催されるようになったことに伴い、当日の岩手県競馬の全競走も同場外発売所で発売が行われる。なお、同日がダービーグランプリ開催日と重複した場合は、同競走の実況放映がターフビジョン・場内テレビで行われていた。
- 原則的に他地区の広域場外発売は行われないが、2003年11月3日には当日大井競馬場で開催されたJBC競走の場外発売が行われ[64]、2017年11月3日にはJBC競走を含む当日の大井競馬場の全レースの場外発売が行われた[65]。
- 2011年10月10日には、マイルチャンピオンシップ南部杯がダート1600mコースにて開催された[66]。

## その他

### 楽曲
松任谷由実が作詞・作曲した邦楽、「中央フリーウェイ」の歌詞の中で中央自動車道を走行して見える景色として、当競馬場とサントリーの武蔵野ビール工場が同曲に登場するが、歌詞にはその名称は出ていない。また、当競馬場で開催するフリーウェイステークスの出走馬紹介では同曲が流れる。

### 付記
毎年4月から6月（平年度の第2・3回開催）は、日清製粉グループが特別協賛し、ファミリー層に向けたステージイベントや、スペインの洋菓子「チュロス」を販売する特設ブースを設置している（重賞競走のテレビ放送用のインタビューが行われる検量室のインタビューパネルにも日清製粉のロゴマークが貼り付けられている）。
2005年10月22日、同競馬場の第12競走（最終競走）において、当時の日本の公営競技の投票券史上最高配当記録となった1846万9120円（三連勝単式）が飛び出した。これは2008年6月5日に競輪で7969万8600円の配当が飛び出す（平塚競輪場のチャリロト）まで日本の公営競技史上最高配当記録であった。その後も、日本の競馬および単一の競走を対象とした配当としては最高配当記録であったが、2009年2月4日に船橋競馬場で三連単の配当金1911万円が記録され、そちらに譲る形になった。
東京競馬場でのGI級競走（ジャパンカップ・安田記念など外国馬が出走する場合を除く）では、出走馬のゼッケンの片方に馬名が、もう一方に当該競走名と回次（例：第1回ヴィクトリアマイル）が記載されている（地方競馬の重賞競走においても同様の形式がとられている場合がある）。なお、他の競馬場（中山・中京・京都・阪神）で行われるGI級競走では、GII級以下の競走同様、両サイドに馬名が記載されている（外国馬が出走する場合は、このうち片方が英文馬名となる。このゼッケンは1983年からジャパンカップに限り採用し、1987年秋以降、他の競走にも順次拡大した）。
2022年7月6日には、東京SUGOI花火と称してザ・ローリング・ストーンズの結成60周年を記念して、同所を会場とした「THE ROLLING STONES 60th ANNIVERSARY THE GREATEST FIREWORKS～感激!偉大なる花火～」が執り行われた。翌2023年も松任谷由実50周年の花火ショー、2024年も市制70周年記念TOKYO シティポップ 花火が実施され、いずれも当日は京王競馬場線で編成両数の増強を実施した他、西門のJR線臨時改札口も花火の実施時間帯に合わせて開放された。これは京都競馬場で行われる京都芸術花火と同様である。

## 主な元所属調教師
1978年に美浦トレーニングセンターが開設されるまでは競馬場で調教が行われていた。
- 相川勝敏
- 浅野武志
- 阿部正太郎
- 阿部新生
- 荒木静雄
- 石栗龍雄
- 稲葉幸夫
- 稲葉隆一
- 今津福松
- 大久保末吉
- 大久保洋吉
- 尾形盛次
- 尾形藤吉
- 奥平真治
- 梶与四松
- 久保田敏夫
- 久保田彦之
- 坂本栄三郎
- 佐藤林次郎
- 柴田寛
- 鈴木勝太郎
- 鈴木康弘
- 諏訪富三
- 高木嘉夫
- 田中和夫
- 内藤一雄
- 仲住達弥
- 仲住芳雄
- 中村広
- 中村貢
- 橋本輝雄
- 藤本晋
- 藤本冨良
- 古山良司
- 本郷一彦
- 本郷重彦
- 松山康久
- 松山吉三郎
- 森末之助
- 森安弘昭
- 保田隆芳
- 八木沢勝美
- 山岡寿恵次
- 山崎彰義